# Úsměvy smutných mužů
Úsměvy smutných mužů jsou český film režiséra Dana Svátka podle autobiografické knihy Josefa Formánka, ve které popisuje svůj boj s alkoholismem v protialkoholní léčebně. Hlavní postavu, spisovatele Josefa, hraje David Švehlík.

## Obsazení
| David Švehlík            | Josef        |
| Jaroslav Dušek           | Milan        |
| Marika Šoposká           | Dana         |
| Ondřej Malý              | Honza        |
| Ivan Franěk              | Tomáš        |
| Jaroslav Plesl           | Evžen        |
| Simona Babčáková         | Válková      |
| Jiří Maryško             | Jarmil       |
| Michal Gulyáš            | Rosťa        |
| Taťjana Medvecká         | matka Josefa |
| Ha Thanh Špetlíková      | Soňa         |
| Rostislav Novák st.      | Pravoslav    |
| Marika Procházková       | Pavla        |
| Radovan Král             | Petr         |
| Petra Nesvačilová        | Halíková     |
| Isabela Smečková-Bencová | Míša         |

## Uvedení a přijetí
Film do českých kin premiérově uvedl Bontonfilm 12. července 2018. Televizní premiéru odvysílala firma FTV Prima dne 3. ledna 2021 na stanici Prima, zhlédlo ji 479 tisíc diváků a podíl sledovanosti ve skupině 15+ činil 11,16 %.

### Recenze
- Věra Míšková, Novinky.cz  [5]
- František Fuka, FFFilm [6]